# Estadio Eladio Rosabal Cordero
Estadio Eladio Rosabal Cordero – stadion piłkarski znajdujący się w mieście Heredia w Kostaryce. Posiada nawierzchnię trawiastą. Może pomieścić 7321 osób. Został otwarty w 1951 roku. Swoje mecze rozgrywają na nim kluby: Barrealeña FC, Belén Siglo XXI FC, Herediano FC.